# Микелони, Пачифико Тициано
Пачифико Тициано Микелони (итал. Pacifico Tiziano Micheloni OFMCap, 8 марта 1881 года, Италия — 6 июля 1936 года) — католический прелат, епископ, викарий апостольского викариата Аравии с 25 апреля 1933 года по 6 июля 1936 год, член монашеского ордена капуцинов.

## Биография
В 1903 году Пачифико Тициано Микелони был рукоположён в священника в монашеском ордене капуцинов.
25 апреля 1933 года Римский папа Пий XI назначил Пачифико Тициано Микелони титулярным епископом Лете и викарием апостольского викариата Аравии. 8 сентября 1933 года состоялось рукоположение Пачифико Тициано Микелони в епископа, которое совершил епископ Пистои и Прады Джузеппе Дебернарди в сослужении с епископом Пеши Анджело Симонетти и епископом Имолы Паолино Джованни Триббиоли.
Скончался 6 июля 1936 года.